# さつきみどり (キュウリ)
さつきみどりとは、サカタのタネが1964年に発表したキュウリの品種の一つである。名前の詳しい由来は不明だが、収穫の最盛期が皐月（5月）頃であるため、という説が有力である。

## 概要
インド（ヒマラヤ）原産。味の良さは抜群であり、病気に強いのが特長。
果実の長さ23〜24cmを目安に収穫される。